# François Vouga
François Vouga, né en 1948 à Neuchâtel, est un théologien protestant suisse, bibliste et professeur de Nouveau Testament dans différentes universités, en Suisse, France, Allemagne, Italie et Canada. Auteur d’ouvrages d’histoire du christianisme et de théologie chrétienne, il est spécialiste de Paul de Tarse et des épîtres pauliniennes.

## Biographie
François Vouga naît en 1948 à Neuchâtel, en Suisse. Après des études secondaires au gymnase de la Cité, il entre en 1968 à la faculté de théologie de l'université de Lausanne, où il est nommé assistant. Il est reçu comme pasteur en 1973. De 1975 à 1982, il est pasteur de l'Église protestante de Genève, dans les paroisses d'Avully et Avusy-Chancy.
En 1982, il devient maître assistant à la Faculté de théologie protestante de Montpellier. Il y soutient sa thèse de doctorat en 1985. Il est professeur de Nouveau Testament invité à l'université de Neuchâtel et à Montpellier.
En 1986, il est nommé professeur en Allemagne, d’abord à la Kirchliche Hochschule Bethel de Bielefeld puis à Wuppertal. Il enseigne également à Rome, à la Faculté de théologie de l'Église évangélique vaudoise, ainsi qu’à la faculté de sciences religieuses de l'université Laval de Québec, au Canada.

## Publications

### Ouvrages
- Le Cadre historique et l'intention théologique de Jean, Éditions Beauchesne, 1977
- Jésus et la loi : Selon la tradition synoptique, préface Eduard Schweizer, Labor et Fides, 1988
- Les Premiers Pas du christianisme : Les écrits, les acteurs, les débats, Labor et Fides, 1997
- Une théologie du Nouveau Testament, préface André Gounelle, Labor et Fides, 2001[2],[3]
- Querelles fondatrices : Églises des premiers temps et d'aujourd'hui, Labor et Fides, 2003
- Une société en chantier : Chrétiens au cœur de la mondialisation selon l'épître aux Éphésiens, éditions du Moulin, 2005
- Moi, Paul !, Bayard / Labor et Fides, 2005
- Évangile et vie quotidienne, Labor et Fides, 2006
- Politique du Nouveau Testament : Leçons contemporaines, Labor et Fides, 2008
- La Religion crucifiée : Essai sur la mort de Jésus, Labor et Fides, 2013

### Ouvrages en collaboration
- Avec André Gounelle : Après la mort qu'y a-t-il ? Les discours chrétiens sur l'au-delà, Éditions du Cerf, 1990
- Avec Martin Stiewe : Le Sermon sur la montagne : Un abrégé de toute la foi chrétienne, Labor et Fides, 2002[4]
- Avec André Couture :  La Présence du royaume : Une nouvelle lecture de l'évangile de Marc, Labor et Fides/Médiaspaul, 2005
- Avec Jean-François Favre : Pâques ou rien : La Résurrection au cœur du Nouveau Testament, Labor et Fides, 2010
- En dialogue avec Henri Hofer et Pierre Hunsiger : La Seconde Lettre à Timothée : Transmettre la foi, Éditions Olivétan, 2012
- Avec Bernard Piettre :  La Dette : Enquête philosophique, théologique et biblique sur un mécanisme paradoxal, Labor et Fides, 2015
- Avec Henri Hofer et André Jantet : Dieu sans religion : Les origines laïques du christianisme, Labor et Fides, 2016
- François Vouga et Carmen Burkhalter, L'Evangile d'une femme: Une lecture de Marc, Bayard, 2021 (ISBN 978-2-227-49966-9)[5]
- Avec Céline Rohmer, Paul face à la résurrection : réveillé d'entre les morts, Paris, Médiaspaul, coll. « Paul apôtre », 2022, 168 p. (ISBN 9782712215972)

### Participations
- L'Origine du christianisme, série documentaire de Gérard Mordillat et Jérôme Prieur, Arte, 2003
- Daniel Marguerat (dir.), Introduction au Nouveau Testament : Son histoire, son écriture, sa théologie, Labor et Fides, 2008  (ISBN 978-2-8309-1289-0)